# Kvasac
Kvasci su eukariotski mikroorganizmi koji su svrstani u carstvo gljiva, s oko 1500 vrsta koje su trenutačno opisane; oni dominiraju u gljivičnoj različitosti oceana. Većina ih se razmnožava aseksualno, tj. pupanjem, iako postoji i nekolicina koji se razmnožavanju binarnom diobom. Kvasci su jednostanični organizmi, iako neke vrste skupa s kvascima mogu postati višestaničnim organizmima stvaranjem niza povezanih pupnih stanica. Veličina kvasaca može uvelike varirati, jer njihova veličina ovisi o vrsti, no u prosječnim mjerenjima bili su veliki od 3 do 4 µm u promjeru, iako neki kvasci mogu doseći preko 40 µm.
Koriste se za proizvodnju kruha, piva, vina, žestokih alkoholnih pića i goriva na bazi etanola.
Da bi se stanice kvasca razmnožavale i rasle, potrebna im je energija koju dobivaju iz različitih šećera. Kvasci fermentiraju šećere u procesu zvanom alkoholno vrenje čiji su krajnji produkti ugljikov dioksid i alkohol etanol koje stanice kvasca otpuštaju u okolnu tekućinu. Na taj se način proizvode mnoga alkoholna pića iz brašna koja sadrže škrob.

## Podjela
Kvasci se dijele na sljedeće rodove:
- Saccharomyces (Pivski kvasac ili pekarski kvasac - Saccharomyces cerevisiae)
- Rhodotorula
- Pichia
- Candida
- Zygosaccharomyces

### Kvasac u pekarstvu
- Pekarski kvasac
  - svježi kvasac
  - suhi kvasac
    - instant suhi kvasac

  - starter ili divlji kvasac, inačica pekarskog kvasca[2]

## Vanjske poveznice
- Kvasac Hrvatska tehnička enciklopedija, portal hrvatske tehničke baštine. LZMK